# جيبهارد فون بلوخر
جيبهارد فون بلوخر (بالألمانية: Gebhard Leberecht von Blücher) جنرال ومشير ميداني بروسي. حصل على أكبر تقدير بعد أن قاد جيشه ضد نابليون الأول في معركة الأمم في لايبزيغ عام 1813 ومعركة واترلو عام 1815.

## بدايته
وُلد بلوخر في روستوك،[بحاجة لمصدر] وهو ابن نقيب متقاعد من الجيش. بدأت مسيرته العسكرية عام 1758 كضابط هوسار في الجيش السويدي. تم القبض عليه من قبل البروسيين في عام 1760 خلال الحملة البوميرانية وبعد ذلك انضم إلى الجيش البروسي، حيث عمل كضابط هوسار في بروسيا خلال الفترة المتبقية من حرب السنوات السبع. في عام 1773، أجبر فريدريك العظيم بلوخر على الاستقالة بسبب العصيان. عمل كمزارع حتى وفاة فريدريك في عام 1786، عندما تمت إعادة بلوخر وترقيته إلى رتبة عقيد (colonel)؛ لنجاحه في الحروب الثورية الفرنسية، أصبح بلوخر لواءً (major general) في عام 1794. وارتقى لرتبة فريق (lieutenant general) عام 1801 وقاد سلاح الفرسان خلال الحروب النابليونية عام 1806.

## معارك

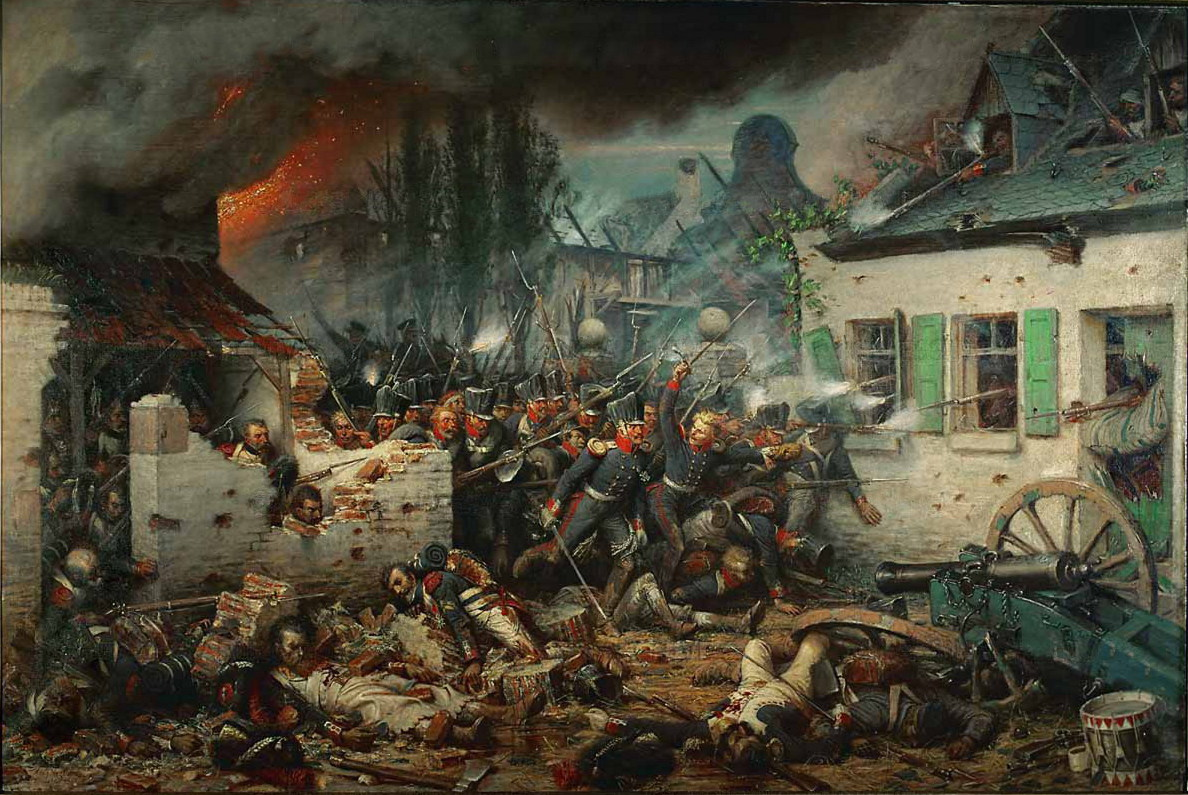
الهجوم البروسي على بلانكوينيت خلال معركة واترلو، رسمها أدولف نورثين

اندلعت الحرب بين بروسيا وفرنسا مرة أخرى في عام 1813 وعاد بلوخر إلى الخدمة الفعلية في سن 71. تم تعيينه جنرالًا على كل القوات الميدانية البروسية واشتبك مع نابليون في معركتي لوتزن وبوتزن.
في وقت لاحق فاز بانتصار حاسم على الفرنسيين في معركة كاتزباخ. قاد بلوخر جيش سيليزيا البروسي في معركة الأمم حيث هُزم نابليون بشكل حاسم. لإنجازاته، تم تعيين بلوخر مشيرًا ميدانيًا وحصل على لقب «أمير ولشتات».  بعد عودة نابليون في عام 1815، تولى بلوخر قيادة الجيش البروسي في نهر الراين السفلي ونسق قوته مع القوات البريطانية وقوات الحلفاء تحت قيادة دوق ولينغتون. في معركة لغني، أصيب بجروح خطيرة وتراجع البروسيون. بعد التعافي، استأنف بلوخر القيادة وانضم إلى ويلينغتون في معركة واترلو، مع تدخل جيش بلوخر الذي لعب دورًا حاسمًا في انتصار الحلفاء النهائي.

## أوسمة

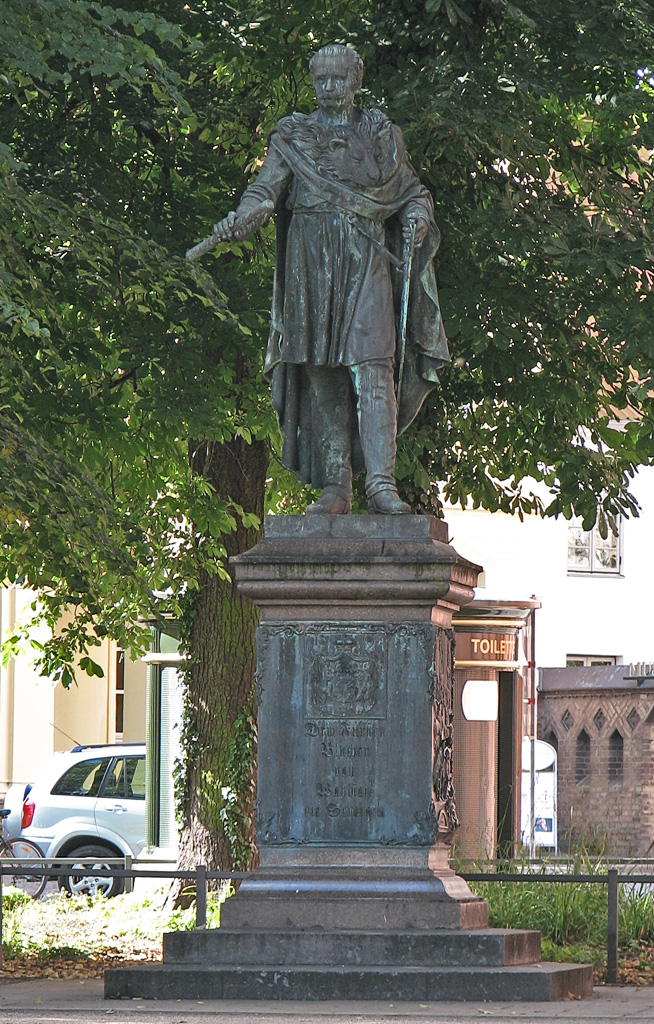
تمثال لبلوخر أمام المبنى الرئيسي لجامعة روستوك

حصل بلوخر على مواطن فخري في برلين وهامبورغ وروستوك. اشتهر بشخصيته النارية، وأطلق عليه جنوده لقب المارشال المهاجم بسبب أسلوبه العدواني في الحرب. إلى جانب بول فون هيندنبورغ، كان الجندي البروسي الألماني الأكثر شهرة في التاريخ: بلوشر وهيندينبرج هما الضباط العسكريون البروسيون الألمان الوحيدان اللذان حصلا على نجمة الصليب الكبير للصليب الحديدي.
- ترتيب النسر الأحمر[7]
- ترتيب النسر الأسود، أبريل 1807[8]
- ترتيب فارس الفيل، يوليوز 1815[9]
- ترتيب غيلف الملكي، 1816[10]
- صليب الأسد الذهبي، ديسمبر 1815[11]